# شنکس مو قرمز
شنکس (به ژاپنی: シャンク، به انگلیسی: Shanks، به فارسی: شنکس) شنکس ملقب به موقرمز یکی از شخصیت های مانگای وان پیس است که توسط مانگاکای آن ایچیرو اودا به وجود آمده. شنکس از اعضای سابق خدمه پادشاه دزدان دریایی گول دی. راجر است و اکنون به عنوان کاپیتان دزدان دریایی مو قرمز یکی از چهار یونکو دریا که به دنیای‌جدید حکمرانی می‌کنند به حساب می آید. شنکس همچنین پسر گارلینگ فیگارلند(احتمالی) که قاضی اژدهایان آسمانی، فرمانده شوالیه های مقدس و یکی از پنج ارشد، یکی از قدرتمند ترین شخصیت های تاریخ که در مهمترین رویداد عصر حکمرانی دزدان دریایی در دره خدا GOD Valley، حضور پررنگی داشته است، میباشد. 
بونتی 4,048,900,000 (اکنون)

شنکس که به دلیل مو های قرمزش به مو قرمز معروف است در جوانی از خدمه پادشاه دزدان دریایی بوده و به همراه او تمام گرند لاین را طی کرده، بعد از اعدام گول دی راجر پادشاه دزدان دریایی به دست گارپ قهرمان نیرو دریایی، شنکس خدمه خود را تشکیل می‌دهد و طی مدتی موفق میشود به جمع ادوارد نیوگیت(ریش سفید)،شارلوت لینلین(بیگ‌مام) و کایدو به عنوان چهارمین یونکو بپیوندد.
یونکو ها به همراه شیچیبوکای ها و نیرو دریایی سه قدرت اصلی دریا هستند.

## خدمه
بن بکمن
لاکی رو‌ 
یاسوپ 
هنگو 
راک‌استار 
لایم جوس 
هاولینگ گب 
بیلدینگ اسنیک 
مانستر 
بونک پانچ

## شنکس و لوفی
شنکس مشوق و محرک اصلی مانکی دی لوفی شخصیت اصلی مانگای وان پیس است. زمانی که شنکس در آب های شرقی با لوفی دیدار می‌کند لوفی به طور اتفاقی میوه شیطانی که متعلق به شنکس بوده را می‌خورد از این رو لوفی دیگر نمی‌تواند در آب شنا کند. همچنین وقتی رهبر راهزنان کوهستان لوفی را میدزد، قایق آنها غرق میشود و شنکس لوفی  را که به دلیل عدم توان شنا نجات میدهد. در همین حین در مقابل حمله موجود غول‌پیکر آبی شنکس برای دفاع از لوفی دست چپش را از دست می‌دهد.

## قدرت
شنکس با وجود استفاده نکردن از میوه شیطانی از قویترین شخصیت های وان پیس به حساب می آید به طوری که در جوانی با دراکیول میهاوک که معروف به قویترین شمشیرزن است در زمان و مکان های مکرر دوئل کرده است، به گفته ایچیرو اودا مانگاکای وان پیس شنکس قبل از اینکه دست چپش را از دست بدهد برای استفاده از شمشیر از دست چپ استفاده میکرده. همچین شنکس قدرت رهبری و انتخاب خوبی دارد خدمه او معروف به استفاده نکردن از میوه شیطانی است با این وجود از قویترین خدمه های دریاست.

## هاکی
افراد زیادی نیستند که بتوانند از هر سه نوع هاکی استفاده کنند و شنکس یکی از آن افرادی است که می‌توانند از هر سه نمونه هاکی استفاده کنند به طوری که شنکس در استفاده از هر سه نوع هاکی(هاکی کنبونشوکو،هاکی بوسوشوکو،هاکی هائوشوکو) مهارت بالایی دارد.